# Daniel Celarec
Daniel Celarec, slovenski muzikolog, glasbeni kritik, scenarist in glasbeni urednik, * 1974, Kranj.
Diplomiral je na oddelku za muzikologijo na Filozofski fakulteti v Ljubljani. Svojo profesionalno pot je začel kot glasbeni urednik na programu Ars Radia Slovenija, nadaljuje pa jo kot urednik Uredništva glasbenih in baletnih oddaj na Televiziji Slovenija.
Kot scenarist se večinoma predstavlja z glasbeno dokumentarnimi oddajami, npr. Glasba nad Berlinom, Ko pop sreča klasiko, Jumbo Big band, Moj klasični hit, itd. Sicer je Celarec urednik več sto televizijskih posnetkov jazzovskih, simfoničnih, komornih, zborovskih koncertov, glasbeno dokumentarnih oddaj, studijskih oddaj, posnetkov opernih in baletnih predstav in glasbenih vizualizacij (videospotov). Je tudi član upravnega odbora IMZ Executive Board, ki združuje  vodje glasbenih programov mednarodnih televizijskih hiš in skupine EBU TV Music & Performing Arts Experts Group. Daniel Celarec je tudi avtor številnih strokovnih muzikoloških člankov v glasbenih revijah, npr. v reviji Dialogi in član žirij mednarodnih televizijskih festivalov (International Emmy Awards, Prix Italia, Golden Prague International Television festival).